# Tian Shan
Der Tian Shan, eingedeutscht Tienschan („Himmelsgebirge“), ist ein etwa 2450 km langes, etwa 400 km breites und bis 7439 m hohes Hochgebirge im Norden des innerasiatischen Gebirgssystems Hochasien. Er trennt den Nord- und Südteil der Großlandschaft Turkestan voneinander und erstreckt sich über die zentralasiatischen Staaten Kasachstan, Kirgisistan, Tadschikistan und Usbekistan sowie das Uigurische Autonome Gebiet Xinjiang im Nordwesten der Volksrepublik China.
2013 wurde das Tian-Shan-Gebirge in Xinjiang in der Volksrepublik China von der UNESCO zum Weltnaturerbe erklärt, 2016 folgte das Westliche Tian-Shan-Gebirge in den Staaten Kasachstan, Kirgisistan und Usbekistan.

## Namensursprung
Der Name des Gebirges lautet „Himmlisches Gebirge“ oder sinngemäß „Göttliche Berge“ – chinesisch 天山, Pinyin Tiān Shān, genauer 天山山脉,  Tiān Shān Shānmài – „Himmelsgebirge“. Diese Bezeichnung wird je nach Sprache direkt übernommen: kirgisisch Тян Шан (Tjan Schan), russisch Тянь Шань (Tjan Schan) wie auch deutsch Tienschan – oder es wird übersetzt: uigurisch تەڭرىتاغ Təngritaƣ/Täŋritağ („Gottes Berg“), englisch Celestial Mountains („Himmlische Berge“).

## Geografie
Das Tian-Shan-Gebirge, das sich über das Staatsgebiet von China, Kasachstan, Kirgisistan, Usbekistan und Tadschikistan erstreckt, liegt westlich und nördlich des Tarimbeckens, östlich der Kysylkum, südöstlich der Kasachischen Schwelle und südlich des Hochbeckens von Dsungaristan.
Der Tian Shan ist rund 2450 km lang, etwa 400 km breit und bis zu 7439 m hoch.
Im Südwesten schließt sich, getrennt durch das Ferghanatal, die langgestreckte Gebirgskette des Alai an. Der Tian Shan verläuft von den früheren Sowjetrepubliken Tadschikistan, Usbekistan und Kirgisistan im Wesentlichen in Ost-West-Richtung bis weit nach China hinein, wo er in den Ebenen der Wüste Gobi endet.
Der chinesische Tian Shan wird geographisch entlang der Straße, die von Ürümqi nach Korla verläuft, in West-Tian Shan und Ost-Tian Shan aufgeteilt. Der Ost-Tian Shan erstreckt sich in Richtung Osten und wird dabei tektonisch in drei weitere Berggürtel aufgespalten, von denen der nördlichere nach 700 km mit dem Bergkamm Karlik Shan endet, unweit zur mongolischen Grenze, inmitten der Wüste Gobi, zwischen dem Dzungarischen Becken im Norden und dem Turfan-Hami-Becken im Süden.
Die höchsten Berge des Tian Shan sind Dschengisch Tschokusu (kirg. Жеңиш Чокусу; chin. 托木尔峰 Tuōmù'ěr Fēng; rus. Пик Победы Pik Pobedy „Gipfel des Sieges“) mit 7439 m und Khan Tengri (rus. Хан Тенгры „Herr der Geister“) mit 7010 m. Im weitverzweigten Firnbecken zwischen diesen beiden Bergen hat auch der Südliche Inyltschek-Gletscher, mit einer Länge von 60 Kilometern einer der größten außerpolaren Talgletscher der Welt, seinen Ursprung.
Teilgebirge des Tian Shan sind unter anderem: Barkol Shan, Bei Shan, Bogda Shan, Borochoro,  Irenchabirga, Karlik Shan, Kirgisisches Gebirge, Kokschaal-Tau, Kungej-Alatau, Ketmen-Gebirge, Kuruk Tagh, Suusamyrtoo, Talas-Alatau, Terskej-Alatau und Transili-Alatau.
Zwischen den Bergketten des Kungej-Alatau und des Terskej-Alatau liegt auf kirgisischem Staatsgebiet auf 1609 m Höhe der Hochgebirgssee Yssyk-Köl. Auch der Kölsuu befindet sich in diesem Gebiet.
Als wichtige Flüsse entspringen im Tian Shan unter anderem der Ili, der Syrdarja und der Tarim mit seinen Zuflüssen Konqi und Aqsu.
Auf der Südseite des Gebirges verläuft die Seidenstraße mit ihren verschiedenen Zweigrouten.

## UNESCO-Welterbe
Teile des Tian Shan in Xinjiang wurden
```
im Juni 2013 unter der Bezeichnung 
Tian-Shan-Gebirge in Xinjiang
[
5
]
 zum 
UNESCO-Weltnaturerbe
 erklärt. Die vier Schutzgebiete dieser Naturerbestätte umfassen insgesamt eine Fläche von 606.833 
Hektar
.
[
6
]
```

2016 nahm die UNESCO auch Teile des Tian Shan in Zentralasien unter der Bezeichnung Westliches Tian-Shan-Gebirge in die Liste des Weltnaturerbes auf. Zu dieser Naturerbestätte gehören insgesamt dreizehn Areale, davon sieben in Kasachstan, vier in Kirgisistan und zwei in Usbekistan. Diese haben insgesamt einen Schutzbereich von etwa 500.000 Hektar.

## Paläogeographie und Vorzeitklima – Tian Shan zur Eiszeit

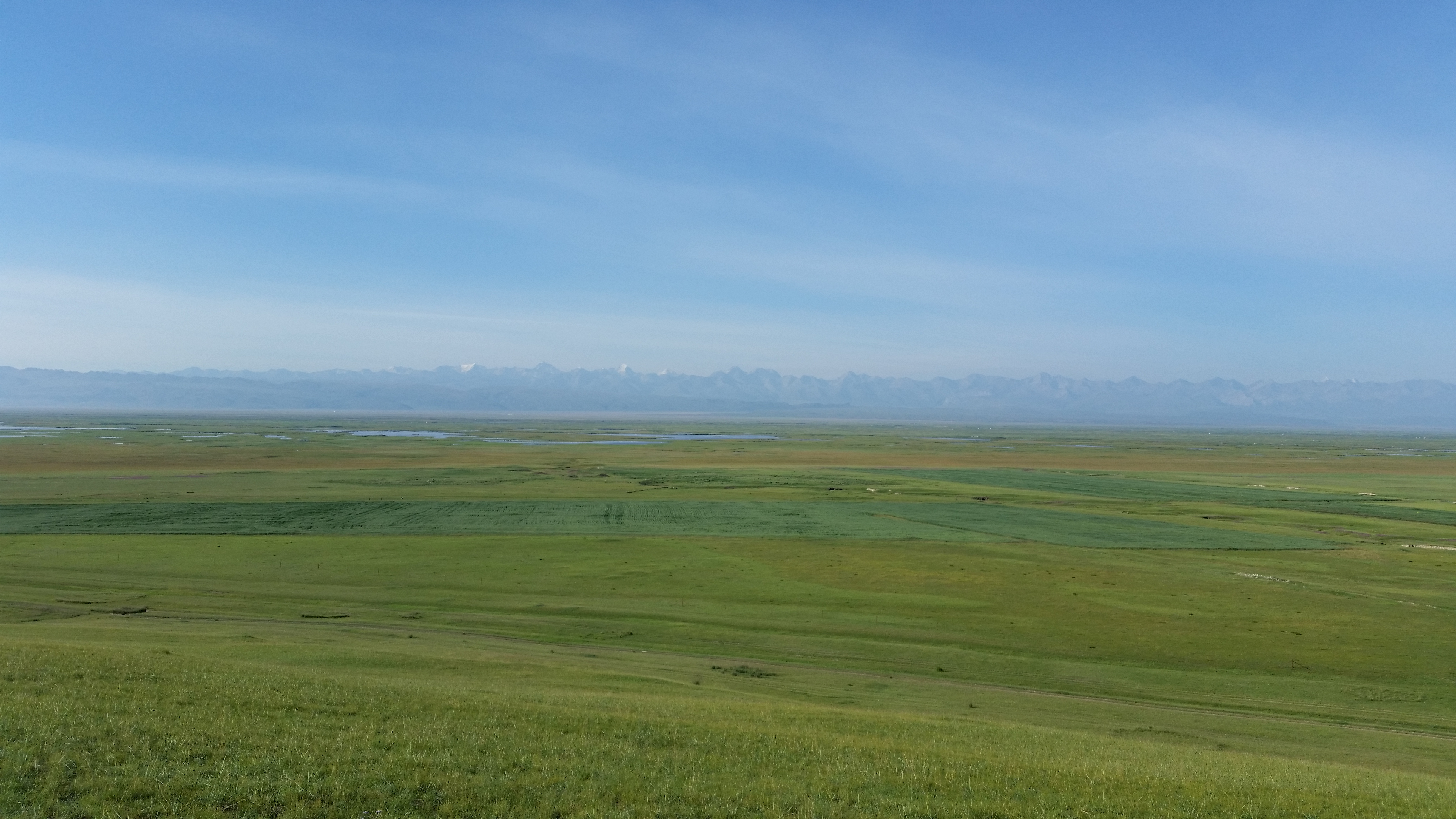
Blick über das Bayan-Bulak-Grasland mit Altarmen des Kaidu

Am Nordrand des Tarim-Beckens erstreckt sich zwischen der Gebirgskette des Kokschaaltoo im Süden und der Gebirgskette des Terskej-Alatau im Norden das 100 bis 120 km breite Tian-Shan-Plateau mit seiner aufgesetzten Berglandschaft. Der Kokschaal-Tau setzt sich in einer Gesamtlänge von 570 km von westlich des Pik Dankow (Dankowa, 5986 m) bis nach Ostnordosten zum Dschengisch Tschokusu (Toumu'er Feng – englisch Tomur, 7439 m) und darüber hinaus fort. Sowohl dieser Gebirgszug wie auch der des 300 km langen parallelen Gebirgszuges des Terskej-Alatau und das dazwischen liegende Tian-Shan-Plateau waren eiszeitlich von miteinander zusammenhängenden Eisstromnetzen sowie einem Plateaugletscher bedeckt. Den interglazialen Rest dieser Vergletscherung bildet der heute noch rund 60 km lange Südliche Engiltschek-Gletscher. Die Auslassgletscherzungen des Plateaugletschers flossen nach Norden bis zum Yssyk-Köl-See in 1609 m hinab und kalbten in diesen 160 km langen See. Ähnlich stark vergletschert war der bis über 50 km breite Hochgebirgsbereich des Kungej-Alataus, der nördlich des Yssyk-Köl anschließt und sich bis zum Gebirgsvorland bei Almaty erstreckt. Der Kungej-Alatau ist 230 km lang. Vom Kungej-Alatau kalbten die Eiszeitgletscher ebenfalls in den Yssyk-Köl. Sein nach Westen verlaufendes Tschong-Kemin(-Tal) war bis zu seiner Einmündung in das Tschüi-Tal vergletschert. Von der westlichen Verlängerung des Kungej-Alatau – das ist das Kirgisische Gebirge (42° 25’ N/74°–75° O) – flossen die eiszeitlichen Gletscher bis in das Gebirgsvorland auf 900 m (nahe der Stadt Bischkek) hinab. Dort bildete unter anderem der Ak-Sai-Talgletscher einen Gebirgsvorlandgletscher aus.
Insgesamt nahm die eiszeitliche Tian-Shan-Vergletscherung eine Fläche von etwa 118.000 km² ein. Die Gletscherschneegrenze (ELA), als Höhengrenze zwischen Gletschernährgebiet und Abschmelzzone, war um 1200 Höhenmeter gegenüber heute abgesenkt. Hieraus ergäbe sich – unter der Bedingung vergleichbarer Niederschlagsverhältnisse – eine Absenkung der Jahresmitteltemperatur von 7,2 bis 8,4 °C für die Letzte Kaltzeit (Last Glacial Period = MIS 2) gegenüber heute.